# Monecphora consita
Monecphora consita är en insektsart som först beskrevs av Melichar 1915.  Monecphora consita ingår i släktet Monecphora och familjen spottstritar. Inga underarter finns listade i Catalogue of Life.